# 2020년 3월 죽음
다음은 2020년 3월에 사망한 저명한 인물 목록이다.
- 3월 1일
  - 대한민국의 군인 박구일
  - 미국의 기업인 잭 웰치
- 3월 2일
  - 미국의 영화배우 제임스 립턴
  - 이란의 정치인 모함마드 미르모함마디
- 3월 3일
  - 미국의 영화배우 니콜라스 투치
  - 폴란드의 공산당 지도자 스타니스와프 카니아
- 3월 4일
  - 페루의 정치인 하비에르 페레스 데 케야르
  - 조지아의 육상선수 로베르트 샤블라카제
- 3월 6일 - 미국의 피아니스트 매코이 타이너
- 3월 7일
  - 대한민국의 화학공학자 전민제
  - 이란의 정치인 파테메 라흐바르
- 3월 8일
  - 대한민국의 방송인 자니 윤
  - 프랑스의 영화배우 막스 폰 쉬도브
- 3월 9일
  - 대한민국의 광역의회의원 이차수
  - 이탈리아의 자전거선수 이탈로 데 잔
- 3월 10일 - 대한민국의 소설가 현길언
- 3월 11일 - 대한민국의 정치인 문태준
- 3월 12일
  - 대한민국의 소설가 신지식
  - 프랑스의 영화배우 토니 마셜
- 3월 13일
  - 대한민국의 시인 문덕수
  - 대한민국의 정치인 이승윤
  - 대한민국의 광역의회의원 한옥동
- 3월 15일
  - 대한민국의 언론인 권근술
  - 이탈리아의 건축가 비토리오 그레고티
  - 터키의 군인 아이타츠 얄만
- 3월 16일 - 미국의 영화배우 스튜어트 휘트먼
- 3월 17일
  - 러시아의 작가 에두아르드 리모노프
  - 미국의 영화배우 라일 왜거너
- 3월 18일
  - 대한민국의 역사학자 이이화
  - 대한민국의 배우 문지윤
  - 슬로베니아의 영화배우 페테르 무세우스키
  - 스페인의 축구선수 호아킨 페이로
- 3월 19일
  - 대한민국의 모델 이치훈
  - 베트남의 군인 레민다오
- 3월 20일 - 미국의 싱어송라이터 케니 로저스
- 3월 21일
  - 대한민국의 한복 디자이너 이리자
  - 레알 마드리드의 기업가 로렌조 산스
  - 필리핀의 정치인 에일린 바비에라
- 3월 23일 - 이탈리아의 영화배우 루차 보세
- 3월 24일
  - 카메룬의 음악가 마뉘 디방고
  - 미국의 영화감독 스튜어트 고든
  - 미국의 영화배우 멜린다 O. 피
  - 미국의 극작가 테런스 맥널리
- 3월 25일 - 미국의 영화배우 마크 블럼
- 3월 26일
  - 필리핀의 영화배우 멩기 코바루비아스
  - 프랑스의 사회학자 마리아 테레사 데 보르본파르마
  - 브라질의 지휘자 무나카타 나오미
- 3월 27일 - 독일의 경영자 슈테판 리페
- 3월 29일
  - 폴란드의 작곡가 크시슈토프 펜데레츠키
  - 미국의 가수 조 디피
  - 일본의 희극인 시무라 켄
  - 미국의 물리학자 필립 워런 앤더슨
  - 프랑스의 정치인 파트리크 드브지앙
  - 미국의 가수 앨런 메릴
- 3월 30일
  - 미국의 싱어송라이터 빌 위더스
  - 콩고의 군인 조아킴 용비오팡고
  - 중화민국의 정치인 하오보춘
- 3월 31일
  - 미국의 영화배우 줄리 베넷
  - 미국의 영화배우 빈센트 마젤로
  - 미국의 재즈 트럼펫 연주자 월러스 로니
  - 세네갈의 언론인 파페 디우프
  - 영국의 영화배우 앤드류 잭